# Copa de Honor MCBA 1912
La Copa de Honor MCBA 1912 fue la octava edición de esta competencia organizada por la Asociación Argentina de Football.
El ganador fue el Racing Club, quien venció en la final a Newell's Old Boys por 3 a 0, siendo esta su primera consagración en un torneo de carácter nacional en primera división. De esta manera, Racing Club obtuvo el derecho de participar en la Copa de Honor Cusenier dónde tuvo en frente al campeón uruguayo de la Copa de Honor (Uruguay).

## Sistema de disputa
Se jugó por eliminación directa a un solo partido. En caso de empate, se jugaba tiempo extra, y en caso de persistir se desarrollaba un nuevo encuentro.
El campeón obtenía el derecho de participar en la Copa de Honor Cusenier, frente al campeón de la Copa de Honor (Uruguay).

## Equipos
| Equipo                    | Ciudad       |
| ------------------------- | ------------ |
| Belgrano Athletic         | Buenos Aires |
| Club Atlético Estudiantes | Buenos Aires |
| River Plate               | Buenos Aires |
| San Isidro                | San Isidro   |
| Racing Club               | Avellaneda   |
| Quilmes Athletic Club     | Quilmes      |
| Club Atlético Argentino   | Rosario      |
| Newell's Old Boys         | Rosario      |
| Club Atlético Provincial  | Rosario      |
| Rosario Central           | Rosario      |
| Tiro Federal              | Rosario      |

## Desarrollo
|  | Octavos de final      | Octavos de final      |                    |      | Cuartos de final        | Cuartos de final        |  |  | Semifinales             | Semifinales             |  |  | Final                   | Final                   |
|  | 20 de octubre de 1912 | 20 de octubre de 1912 |                    |      | 10 de noviembre de 1912 | 10 de noviembre de 1912 |  |  | 17 de noviembre de 1912 | 17 de noviembre de 1912 |  |  | 20 de noviembre de 1912 | 20 de noviembre de 1912 |
|  |                       |                       |                    |      |                         |                         |  |  |                         |                         |  |  |                         |                         |
|  |                       |                       |                    |      |                         |                         |  |  |                         |                         |  |  |                         |                         |
|  |                       |                       |                    |      |                         |                         |  |  |                         |                         |  |  |                         |                         |
|  | Club Provincial       | -                     |                    |      |                         |                         |  |  |                         |                         |  |  |                         |                         |
|  | Club Provincial       | -                     |                    |      |                         |                         |  |  |                         |                         |  |  |                         |                         |
|  | Bandera de ?          | -                     |                    |      |                         |                         |  |  |                         |                         |  |  |                         |                         |
|  | Bandera de ?          | -                     | Club Provincial    | -    |                         |                         |  |  |                         |                         |  |  |                         |                         |
|  |                       |                       |                    | -    |                         |                         |  |  |                         |                         |  |  |                         |                         |
|  |                       | Bandera de ?          | -                  |      |                         |                         |  |  |                         |                         |  |  |                         |                         |
|  | Tiro Federal          | Bandera de ?          | -                  | w.o. |                         |                         |  |  |                         |                         |  |  |                         |                         |
|  | Tiro Federal          |                       |                    | w.o. |                         |                         |  |  |                         |                         |  |  |                         |                         |
|  | Belgrano Athletic     | w.o.                  |                    |      |                         |                         |  |  |                         |                         |  |  |                         |                         |
|  | Belgrano Athletic     | w.o.                  | Club Provincial    | 1    |                         |                         |  |  |                         |                         |  |  |                         |                         |
|  |                       |                       |                    | 1    |                         |                         |  |  |                         |                         |  |  |                         |                         |
|  |                       | Racing Club           | 6                  |      |                         |                         |  |  |                         |                         |  |  |                         |                         |
|  | River Plate           | Racing Club           | 6                  | 0    |                         |                         |  |  |                         |                         |  |  |                         |                         |
|  | River Plate           |                       |                    | 0    |                         |                         |  |  |                         |                         |  |  |                         |                         |
|  | Racing Club           | 3                     |                    |      |                         |                         |  |  |                         |                         |  |  |                         |                         |
|  | Racing Club           | 3                     | Racing Club        | 5    |                         |                         |  |  |                         |                         |  |  |                         |                         |
|  |                       |                       |                    | 5    |                         |                         |  |  |                         |                         |  |  |                         |                         |
|  |                       | Estudiantes           | 0                  |      |                         |                         |  |  |                         |                         |  |  |                         |                         |
|  | Estudiantes           | Estudiantes           | 0                  | 3    |                         |                         |  |  |                         |                         |  |  |                         |                         |
|  | Estudiantes           |                       |                    | 3    |                         |                         |  |  |                         |                         |  |  |                         |                         |
|  | San Isidro            | 2                     |                    |      |                         |                         |  |  |                         |                         |  |  |                         |                         |
|  | San Isidro            | 2                     | Racing Club        | 3    |                         |                         |  |  |                         |                         |  |  |                         |                         |
|  |                       |                       |                    | 3    |                         |                         |  |  |                         |                         |  |  |                         |                         |
|  |                       | Newell´s Old Boys     | 0                  |      |                         |                         |  |  |                         |                         |  |  |                         |                         |
|  | Atlético Argentino    | Newell´s Old Boys     | 0                  | w.p. |                         |                         |  |  |                         |                         |  |  |                         |                         |
|  | Atlético Argentino    |                       |                    | w.p. |                         |                         |  |  |                         |                         |  |  |                         |                         |
|  | Quilmes               | w.o.                  |                    |      |                         |                         |  |  |                         |                         |  |  |                         |                         |
|  | Quilmes               | w.o.                  | Atlético Argentino | 0    |                         |                         |  |  |                         |                         |  |  |                         |                         |
|  |                       |                       |                    | 0    |                         |                         |  |  |                         |                         |  |  |                         |                         |
|  |                       | Newell´s Old Boys     | 7                  |      |                         |                         |  |  |                         |                         |  |  |                         |                         |
|  | Rosario Central       | Newell´s Old Boys     | 7                  | 3    |                         |                         |  |  |                         |                         |  |  |                         |                         |
|  | Rosario Central       |                       |                    | 3    |                         |                         |  |  |                         |                         |  |  |                         |                         |
|  | Newell´s Old Boys     | 5                     |                    |      |                         |                         |  |  |                         |                         |  |  |                         |                         |
|  | Newell´s Old Boys     | 5                     | Newell´s Old Boys  | -    |                         |                         |  |  |                         |                         |  |  |                         |                         |
|  |                       |                       |                    | -    |                         |                         |  |  |                         |                         |  |  |                         |                         |
|  |                       | Bandera de ?          | -                  |      |                         |                         |  |  |                         |                         |  |  |                         |                         |
|  | Bandera de ?          | Bandera de ?          | -                  | -    |                         |                         |  |  |                         |                         |  |  |                         |                         |
|  | Bandera de ?          |                       |                    | -    |                         |                         |  |  |                         |                         |  |  |                         |                         |
|  | Bandera de ?          | -                     |                    |      |                         |                         |  |  |                         |                         |  |  |                         |                         |
|  | Bandera de ?          | -                     | Bandera de ?       | -    |                         |                         |  |  |                         |                         |  |  |                         |                         |
|  |                       |                       |                    | -    |                         |                         |  |  |                         |                         |  |  |                         |                         |
|  |                       | Bandera de ?          | -                  |      |                         |                         |  |  |                         |                         |  |  |                         |                         |
|  | Bandera de ?          | Bandera de ?          | -                  | -    |                         |                         |  |  |                         |                         |  |  |                         |                         |
|  | Bandera de ?          |                       |                    | -    |                         |                         |  |  |                         |                         |  |  |                         |                         |
|  | Bandera de ?          | -                     |                    |      |                         |                         |  |  |                         |                         |  |  |                         |                         |
|  | Bandera de ?          | -                     |                    |      |                         |                         |  |  |                         |                         |  |  |                         |                         |

```
FINAL
```

|  | Copa de Honor "Municipalidad de Buenos Aires" 1912 |                   |   |  |   |  |
|  |                                                    |                   |   |  |   |  |
|  | Racing Club                                        | Racing Club       | 3 |  | 3 |  |
|  | Racing Club                                        | Racing Club       | 3 |  | 3 |  |
|  | Newell's Old Boys                                  | Newell's Old Boys | 0 |  | 0 |  |
|  | Newell's Old Boys                                  | Newell's Old Boys | 0 |  | 0 |  |

| 0 de noviembre de 1912 | Racing Club                                          | 3 - 0 | Newell's Old Boys | Estadio Racing Club, Avellaneda |                                 |
|                        | Alberto Ohaco · Alberto Ohaco · Alberto Marcovecchio |       |                   | Asistencia: 40 000 espectadores | Asistencia: 40 000 espectadores |

|                                 |
|                                 |
| Campeón Racing Club 1.er título |

| Predecesor: 1911 Campeón: Newell's Old Boys | Copa de Honor "Municipalidad de la Ciudad de Buenos Aires" 1912 VIII edición | Sucesor: 1913 Campeón: Racing Club |